# Deudorix ichnographia
Deudorix ichnographia är en fjärilsart som beskrevs av Butler 1866. Deudorix ichnographia ingår i släktet Deudorix och familjen juvelvingar. Inga underarter finns listade i Catalogue of Life.